# Žan Jevšenak
Žan Jevšenak, né le 15 mai 2003 à Maribor, est un footballeur international slovène, qui joue au poste de milieu défensif à l'UD Oliveirense en prêt du Pise SC.

## Biographie

### En club
Žan Jevšenak est formé au S.L. Benfica. En septembre 2021, il rejoint l'équipe de jeunes de le Benfica B. Il dispute son premier match en professionnel le avril 2022 contre le Mafra.
Le 15 juillet 2024, il rejoint le Pisa SC. Six mois plus tard, il est prêté à Oliveirense pour le reste de la saison 2024-25.

### En sélection
Žan Jevšenak représente la Slovénie à tous les niveaux internationaux de jeunes.